# Danuel House
Danuel Kennedy House Jr., né le 7 juin 1993 à Houston au Texas, est un joueur américain de basket-ball. Il évolue au poste d'ailier voire d'ailier fort.

## Biographie

### Carrière universitaire
Entre 2012 et 2014, il joue pour les Cougars à l'université de Houston.
Entre 2014 et 2016, il joue pour les Aggies à l'université A&M du Texas.

### Carrière professionnelle

#### Wizards de Washington (2016-2017)
Le 23 juin 2016, lors de la draft 2016 de la NBA, automatiquement éligible, il n'est pas sélectionné.
En juillet, il participe à la NBA Summer League de Las Vegas avec les Wizards de Washington. En cinq matches, il a des moyennes de 11,2 points, 3,2 rebonds, 1,0 passe décisive et 1,2 interception en 18,8 minutes par match.
Le 15 juillet 2016, il signe un contrat de 2 ans avec les Wizards de Washington.
Le 1er mars 2017, il est libéré par les Wizards.

#### Suns de Phoenix (2017-2018)
Le 13 octobre 2017, il signe un contrat avec les Rockets de Houston mais il est libéré le lendemain.
Le 8 décembre 2017, il signe un two-way contract avec les Suns de Phoenix.

#### Rockets de Houston (2018-2021)
Le 20 août 2018, il signe un contrat avec les Warriors de Golden State. Le 12 octobre 2018, il est libéré de son contrat.
Le 26 novembre 2018, il signe un contrat avec les Rockets de Houston.
le 1er juillet 2019, il signe un nouveau contrat de 11,1 millions de dollars sur trois ans avec les Rockets.
Il est coupé en décembre 2021.

#### Knicks de New York (décembre 2021-janvier 2022)
Le 23 décembre 2021, il signe pour 10 jours en faveur des Knicks de New York.

#### Jazz de l'Utah (janvier 2022-juillet 2022)
Le 6 janvier 2022, il signe pour 10 jours avec le Jazz de l'Utah. Après trois contrat de dix jours, Danuel House signe avec le Jazz jusqu'à la fin de la saison.

#### 76ers de Philadelphie (juillet 2022-février 2024)
Agent libre à l'été 2022, il signe un contrat de 8,5 millions de dollars sur deux ans avec les 76ers de Philadelphie.
En février 2024, il est transféré aux Pistons de Détroit. Il est coupé dans la foulée par la franchise du Michigan.

## Palmarès
- AP honorable mention All-American (2016)
- First-team All-SEC (2015)
- Second-team All-SEC (2016)
- C-USA Freshman of the Year (2013)
- C-USA All-Freshman Team (2013)
- Jordan Brand Classic (2012)

## Statistiques

### Universitaires
| Saison    | Équipe    | Matchs | Titul. | Min./m | % Tir | % 3pts | % LF | Rbds/m. | Pass/m. | Int/m. | Ctr/m. | Pts/m. |
| --------- | --------- | ------ | ------ | ------ | ----- | ------ | ---- | ------- | ------- | ------ | ------ | ------ |
| 2012-2013 | Houston   | 33     | 27     | 28,6   | 43,6  | 31,6   | 71,8 | 4,94    | 1,85    | 0,94   | 0,24   | 12,39  |
| 2013-2014 | Houston   | 24     | 18     | 28,5   | 42,8  | 33,3   | 69,9 | 5,33    | 1,88    | 0,75   | 0,75   | 13,62  |
| 2014-2015 | Texas A&M | 26     | 24     | 32,5   | 41,7  | 40,0   | 64,3 | 3,77    | 2,12    | 0,65   | 0,62   | 14,77  |
| 2015-2016 | Texas A&M | 36     | 34     | 30,9   | 39,5  | 30,9   | 71,5 | 4,75    | 2,14    | 0,53   | 0,31   | 15,58  |
| Carrière  | Carrière  | 119    | 103    | 30,1   | 41,6  | 33,8   | 69,9 | 4,71    | 2,00    | 0,71   | 0,45   | 14,13  |

### Professionnelles

#### Saison régulière
| Saison    | Équipe     | Matchs | Titul. | Min./m | % Tir | % 3pts | % LF | Rbds/m. | Pass/m. | Int/m. | Ctr/m. | Pts/m. |
| --------- | ---------- | ------ | ------ | ------ | ----- | ------ | ---- | ------- | ------- | ------ | ------ | ------ |
| 2016-2017 | Washington | 1      | 0      | 0,8    | 0,0   | 0,0    | 0,0  | 1,00    | 0,00    | 0,00   | 0,00   | 0,00   |
| 2017-2018 | Phoenix    | 23     | 3      | 17,5   | 43,5  | 25,9   | 80,6 | 3,30    | 1,09    | 0,30   | 0,26   | 6,61   |
| 2018-2019 | Houston    | 39     | 13     | 25,1   | 46,8  | 41,6   | 78,9 | 3,59    | 1,03    | 0,54   | 0,28   | 9,38   |
| 2019-2020 | Houston    | 63     | 52     | 30,4   | 42,7  | 36,3   | 81,1 | 4,24    | 1,34    | 1,10   | 0,55   | 10,50  |
| 2020-2021 | Houston    | 36     | 23     | 25,9   | 40,4  | 34,6   | 65,1 | 3,70    | 1,90    | 0,60   | 0,40   | 8,80   |
| 2021-2022 | Houston    | 16     | 1      | 14,6   | 33,8  | 29,4   | 89,5 | 2,70    | 1,20    | 0,30   | 0,30   | 4,80   |
| 2021-2022 | New York   | 1      | 0      | 3,0    | 0,0   | 0,0    | 0,0  | 0,00    | 0,00    | 0,00   | 0,00   | 0,00   |
| 2021-2022 | Utah       | 25     | 6      | 19,6   | 44,7  | 41,5   | 69,2 | 2,70    | 1,00    | 0,60   | 0,50   | 6,80   |
| Carrière  | Carrière   | 179    | 92     | 24,9   | 42,5  | 36,1   | 77,4 | 3,70    | 1,30    | 0,70   | 0,40   | 8,80   |

Mise à jour le 12 avril 2022

#### Playoffs
| Saison   | Équipe   | Matchs | Titul. | Min./m | % Tir | % 3pts | % LF | Rbds/m. | Pass/m. | Int/m. | Ctr/m. | Pts/m. |
| -------- | -------- | ------ | ------ | ------ | ----- | ------ | ---- | ------- | ------- | ------ | ------ | ------ |
| 2019     | Houston  | 7      | 0      | 20,1   | 29,7  | 25,8   | 50,0 | 3,14    | 0,14    | 0,43   | 0,29   | 4,86   |
| 2020     | Houston  | 9      | 4      | 31,0   | 43,5  | 35,8   | 76,9 | 5,80    | 1,40    | 0,90   | 0,00   | 11,40  |
| 2022     | Utah     | 6      | 0      | 18,7   | 40,9  | 20,0   | 75,0 | 2,80    | 0,70    | 0,00   | 0,20   | 4,30   |
| Carrière | Carrière | 22     | 4      | 24,2   | 39,6  | 30,9   | 69,0 | 4,10    | 0,80    | 0,50   | 0,10   | 7,40   |

Mise à jour le 30 avril 2022

## Records sur une rencontre en NBA
Les records personnels de Danuel House en NBA sont les suivants, :
| Type de statistique        | Saison régulière | Saison régulière                  | Saison régulière | Playoffs | Playoffs                  | Playoffs     |
| Type de statistique        | Record           | Adversaire                        | Date             | Record   | Adversaire                | Date         |
| -------------------------- | ---------------- | --------------------------------- | ---------------- | -------- | ------------------------- | ------------ |
| Points                     | 23               | Heat de Miami                     | 27 novembre 2019 | 21       | @ Thunder d'Oklahoma City | 24 août 2020 |
| Paniers marqués            | 10               | @ Pelicans de La Nouvelle-Orléans | 29 décembre 2019 | 8        | @ Thunder d'Oklahoma City | 24 août 2020 |
| Paniers tentés             | 18               | 2 fois                            | 2 fois           | 15       | @ Thunder d'Oklahoma City | 24 août 2020 |
| Paniers à 3 points réussis | 6                | 3 fois                            | 3 fois           | 4        | @ Thunder d'Oklahoma City | 24 août 2020 |
| Paniers à 3 points tentés  | 12               | 2 fois                            | 2 fois           | 10       | 2 fois                    | 2 fois       |
| Lancers francs réussis     | 9                | @ Warriors de Golden State        | 3 janvier 2019   | 4        | Thunder d'Oklahoma City   | 20 août 2020 |
| Lancers francs tentés      | 9                | 3 fois                            | 3 fois           | 4        | 4 fois                    | 4 fois       |
| Rebonds offensifs          | 4                | 3 fois                            | 3 fois           | 3        | 2 fois                    | 2 fois       |
| Rebonds défensifs          | 10               | @ Jazz de l'Utah                  | 27 janvier 2020  | 7        | 2 fois                    | 2 fois       |
| Rebonds totaux             | 12               | Pelicans de La Nouvelle-Orléans   | 2 février 2020   | 10       | @ Thunder d'Oklahoma City | 22 août 2020 |
| Passes décisives           | 7                | @ Bucks de Milwaukee              | 7 mai 2021       | 5        | Thunder d'Oklahoma City   | 18 août 2020 |
| Interceptions              | 6                | @ Bulls de Chicago                | 9 novembre 2019  | 3        | @ Thunder d'Oklahoma City | 31 août 2020 |
| Contres                    | 3                | 4 fois                            | 4 fois           | 1        | 3 fois                    | 3 fois       |
| Balles perdues             | 5                | @ Jazz de l'Utah                  | 27 janvier 2020  | 4        | @ Thunder d'Oklahoma City | 22 août 2020 |
| Minutes jouées             | 46               | @ Jazz de l'Utah                  | 27 janvier 2020  | 42       | @ Thunder d'Oklahoma City | 22 août 2020 |

- Double-double : 3 (dont 1 en playoffs)
- Triple-double : 0

Dernière mise à jour : 16 août 2022